# Закарпатський обласний художній музей імені Йосипа Бокшая
Закарпа́тський обласни́й худо́жній музе́й і́мені Йо́сипа Бокшая — художній музей у м. Ужгороді, Україна. З 1979 року музей розташовується у приміщеннях колишнього будинку правління Ужанського комітату (1809 р.).
У фондах музею нараховується понад 9 тисяч експонатів. Тут зібрані твори живопису, графіки, скульптури, декоративно-ужиткового мистецтва.
1990 року музею присвоєно ім'я народного художника СРСР Йосипа Бокшая (1891—1975).

## Історія
У червні 1945 року під експозицію колишньої Земської картинної галереї були передані декілька приміщень в Ужгородському замку. Вони відкрились для відвідування у листопаді 1948 року. З роками експозиція музею поповнювалася експонатами з приватних колекцій, а також із музеїв Москви, Санкт-Петербурга, Києва, Харкова, Одеси, Львова. Фондам були потрібні нові площі.
Навесні 1979 році музей переїхав у історичний центр Ужгороду, у приміщення колишнього будинку правління Ужанського комітату — пам'ятки архітектури 1809 року, де і розміщується по сьогоднішній день. За досягнення у популяризації образотворчого мистецтва краю у 1990 році музею присвоєно ім'я представника закарпатської школи живопису — народного художника СРСР, члена-кореспондента Академії мистецтв СРСР Йосипа Бокшая (1891—1975).
Протягом 1983—2003 років музей очолював Володимир Дегтярьов — відомий культурний та громадський діяч.
2008 року музей відсвяткував 60-річчя з дня утворення.

## Колекції
Колекція музею поділена за напрямками:
- Західно-європейське мистецтво XVI — поч. XX століть
- Мистецтво Закарпаття XX століття
- Мистецтво країн Центральної Європи XVIII — поч. XX століть
- Українське мистецтво XVII — поч. XX століть
- Російське мистецтво XVIII — поч. XX століть

## Опис
Музей зберігає твори живопису, графіки, скульптури та декоративно-ужиткового мистецтва — загалом понад 9 тисяч експонатів, взірців образотворчої культури різних епох та національних шкіл.
Основу музейної колекції становлять твори колишньої Земської картинної галереї. Повнопрофільна мистецька збірка містить велику кількість творів живопису, графіки, скульптури та декоративно-ужиткового мистецтва. Твори видатних митців епохи Відродження (Якомо Пальми, Ламберта Ломбарда), французького романтизму (Клода Жозефа Верне), італійського класицизму (Франческо Альбані), раннього голландського реалізму (Корнеліса Бега), мистецтво країн Центральної Європи (Мігай Мункачі, Імре Ревес, Е. Ендрашик, Ш. Холоші, Д. Руднаї, Т. Муссон, Р. Алойзі) знаходяться поруч з колекцією творів російського мистецтва, яка охоплює XVIII—XX ст., та представлена творами П'єтро Ротарі, Василя Тропініна, Ореста Кіпренського, Івана Шишкіна, Олексія Саврасова, Івана Айвазовського.
Українське мистецтво представляє творчість художників XVII—XX ст.: Іллі Бродлаковича-Вишенського, Тараса Шевченка, Опанаса Сластьона, Руфіна Судковського, Сергія Васильківського, Івана Труша та ін.
Мистецький доробок художників Закарпаття — це шедеври визнаних корифеїв образотворчої культури Йосипа Бокшая, Адальберта Ерделі, Андрія Коцки, Федіра Манайла, А. Борецького, Василя Свиди, Золтана Шолтеса та багатьох інших. Сучасне образотворче мистецтво Закарпаття збагачене творчістю обдарованих майстрів, що працюють у різних стилях, жанрах, напрямках і вносять у панораму мистецького світосприйняття свої яскраві акценти. 
Досвід європейських національних культур акумульований у одній з найбільш повних колекцій на теренах України угорського мистецтва XVIII — поч. XX ст. Музей володіє цінним зібранням іконопису XVII—XVIII ст., чільне місце в якому займають твори Іллі Бродлаковича-Вишенського, а також меморіальною експозицією видатного художника, академіка Ігоря Грабара.

## Основні експонати
Іван Айвазовський
- «Вид Одеси вночі»

Франческо Альбані
- «Сусанна та старі»

Антал Беркеш
- «Передмістя Парижа», 1930-ті

Боварле
- «Жанрова сцена»

Микола Бодаревський
- «Суд над апостолом Павлом», 1875

Йосип Бокшай
- «Святі землі Руської», 1935
- «Притча про блудного сина», 1935
- «Ужгород», 1947
- «Біля потоку», 1950

Адальберт Борецький
- «Вивіз лісу», поч. 1950-х

Жак-Раймонд Бракасса
- «Пейзаж з биком», 1852

Ілля Бродлакович
- «Архангел Михаїл», 1667
- «Богоматір з немовлям»
- «Микола Чудотворець»

Йосип-Казимир Будкевич
- «Самарянка»

Сергій Васильківський
- «Хати взимку», 1890-ті
- «Пейзаж з річкою», 1890-і

Клод Жозеф Верне
- «Пейзаж з гротом»

Карл Віттінгоф
- «Пастух з козами», 1806
- «Пастух з вівцями», 1806

Василь Габда
- «Ужгородський замок», 1970

Юрій Герц
- «Музики», 1962

Оскар Глац
- «Шокацький тип», пер. пол. 1940-х

Гаврило Глюк
- «Добронь. Сінозбирання», 1957

Генріх Гольпейн
- «Портрет невідомого», 1850-ті

Самюел ван Гогстратен
- «Портрет чоловіка в червоному береті»

Ігор Грабар
- «Золота осінь», 1901
- «Банка з варенням», 1904
- «Портрет Нікуліной-Волконської», 1935
- «Автопортрет», 1952

Еміліан Грабовський
- «Гірська долина», 1943

Франц Дефреггер
- «Жанрова сцена», 1875

Адальберт Ерделі
- «Портрет А. С.», 1931
- «Натюрморт з червоною чашкою і дзвіночками», 1946
- «Прозріння єпископа», 1940-і

Лев Жемчужников
- «Лірник», 1861
- «Молода жінка», 1861

Матвій Зайцев
- «Жіночий портрет», 1910

Бела Іваньї-Грюнвальд
- «Пейзаж з гусьми», 1937

Антон Кашшай
- «Під Пилипецькими полонинами», 1960-ті

Орест Кіпренський
- «Чоловічий портрет», 1826

Микола Клодт
- «Надвечір'я», 1890-ті

Ендре Комаромі-Кац
- «Інтер'єр», кін. 1930-х

Ернест Контратович
- «Верховинська мадонна», 1939

Андрій Коцка
- «Жіночий портрет», 1951
- «Дельфініуми», 1971

Микола Кричевський
- «Старий Ужгород», 1931

Ламберт Ломбард
- «Вінчання Марії з Йосипом»

Володимир Маковський
- «Дилетант», 1896

Федір Манайло
- «Табун гуцульських коней», 1947

Тихамер Маргітай
- «Жанрова сцена», пер. пол. 1910-х
- «Новий хліб», 1975

Ласло Меднянський
- «Голова чоловіка», 1910-ті

Володимир Микита
- «За щастя онука», 1972

Пал Молнар
- Угорське «Вірую», 1940-ві

Мігай Мункачі
- «Голова фарисея» (етюд до картини «Христос перед Пілатом»), 1881

Олександр Мурашко
- «Портрет молодого чоловіка», 1913

Теодор Муссон
- «Під час свята», 1935

Михайло Нестеров
- «Чоловічий портрет»

Ілля Остроухов
- «Пейзаж з водою», 1906

Пимен Орлов
- «Архітектурний пейзаж», 1850-ті

Якопо Пальма (мл.)
- «Мадонна зі святими»

Катерина Петрококіно
- «Вдова», 1897

Імре Ревес
- «Жіноча постать»
- «Під шатром», 1903

Анрі Різнер
- «Жіночий портрет»

Юбер Робер
- «Сходи палацу», 1784

Філіп Петер Росс
- «Стадо»

П'єтро Ротарі
- «Голова дівчини»

Гнат Рошкович
- «Святі Кирило і Мефодій», 1876

Дюла Руднай
- «Серед природи», 1940-ві

Генріх Семирадський
- «За прикладом богів», 1879

Опанас Сластіон
- «Літній пейзаж», 1890-ті

Іван Соколов
- «Біля корчми», 1864

Петро Соколов
- «Жіночий портрет», 1830-ті

Руфін Судковський
- «Місячна ніч», 1880-ті

Абрагам ван дер Темпель
- «Портрет дами в блакитній сукні»

Бертель Торвальдсен
- «Пріам просить Ахілла віддати йому тіло Гектора», 1803

Василь Тропінін
- «Жіночий портрет», 1840-ві
- «Портрет Сорокоумовського», 1851

Костянтин Трутовський
- «Жанрова сцена», 1880-ті

Іван Труш
- «Снопи», 1930-ті

Іштван Чок
- «Дівчина в саду», 1940-ві

Тарас Шевченко
- «Дари в Чигирині», 1844
- «Притча про виноградаря», 1859

Іван Шишкін
- «Ліс»

Золтан Шолтес
- «Гірське село», 1973

Ян Якуб Штундер
- «Дівчина з лірою», 1799

Франц Хрістоф Яннек
- «Ендіміон і Селена»

## Галерея

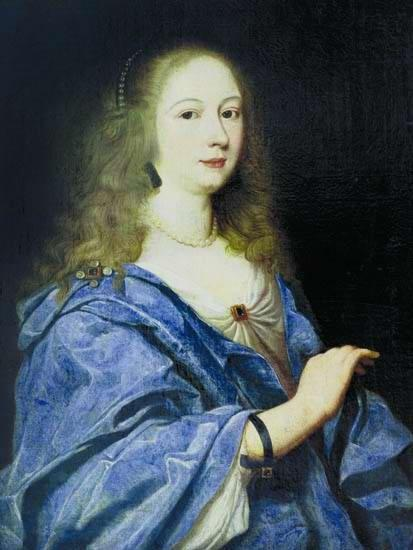
Абрагам ван дер Темпель, «Портрет дами в блакитній сукні»
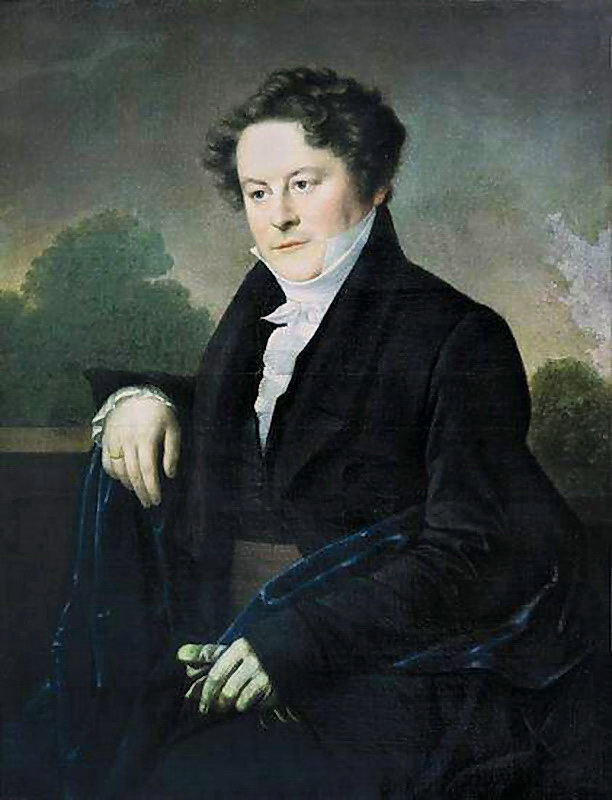
Орест Кіпренський, «Чоловічий портрет», 1826
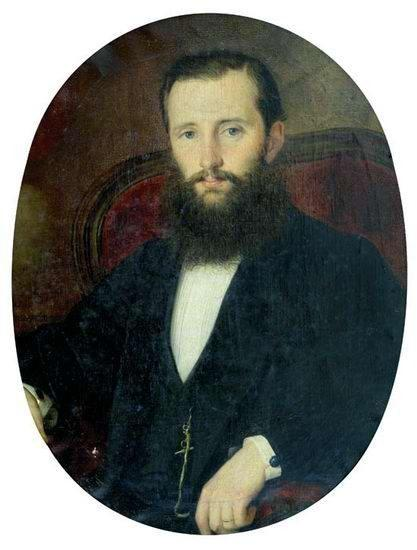
Генріх Гольпейн, «Портрет невідомого», 1850-ті
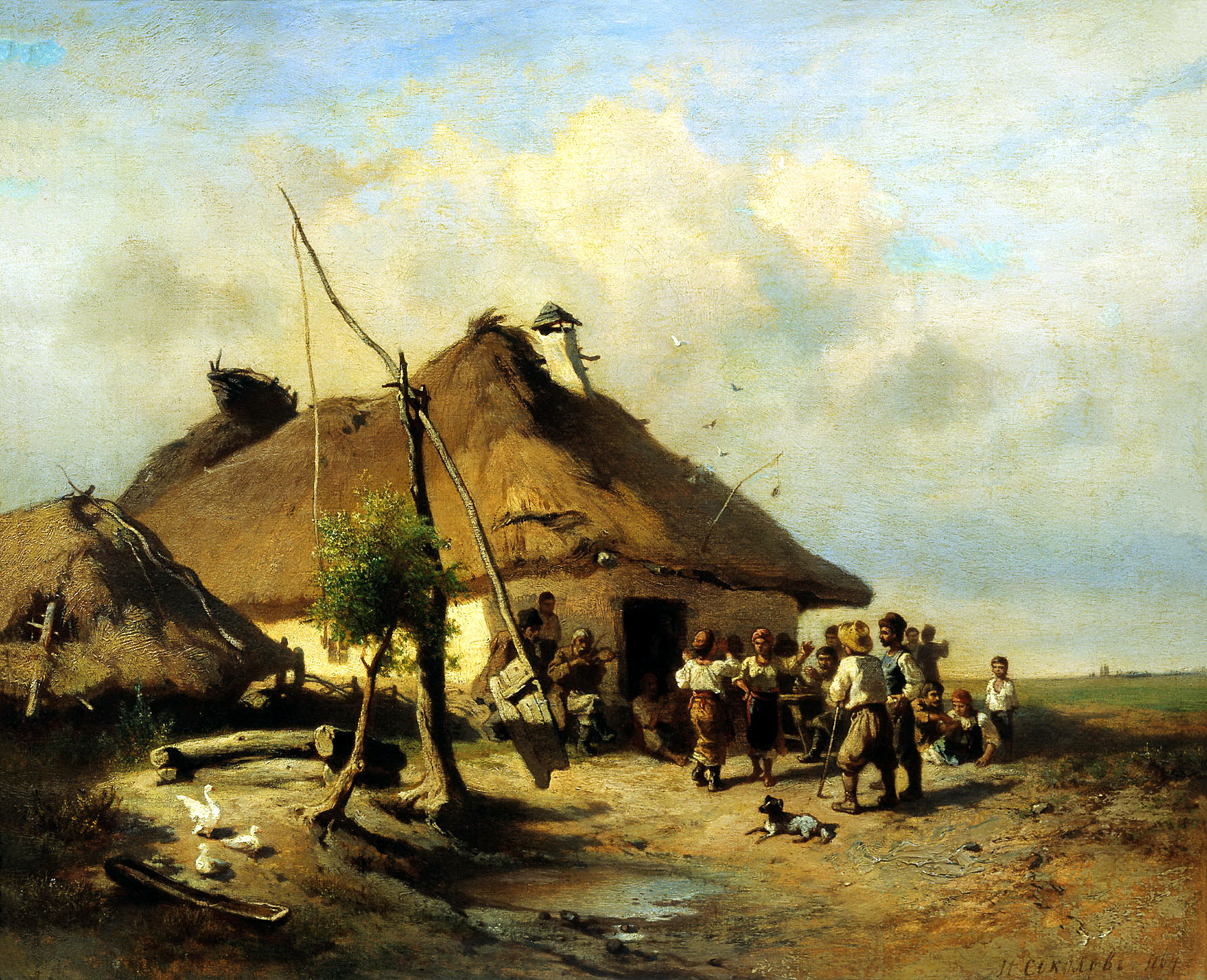
Іван Соколов, «Біля корчми», 1864
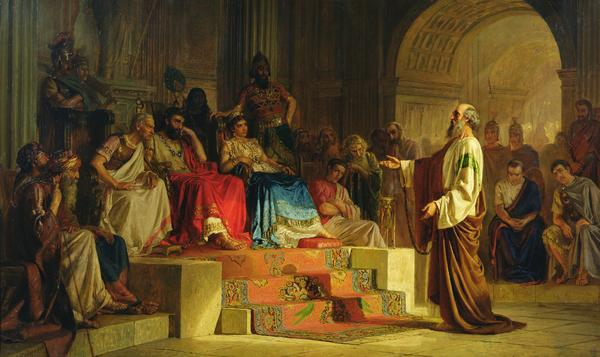
Микола Бодаревський, «Суд над апостолом Павлом», 1875
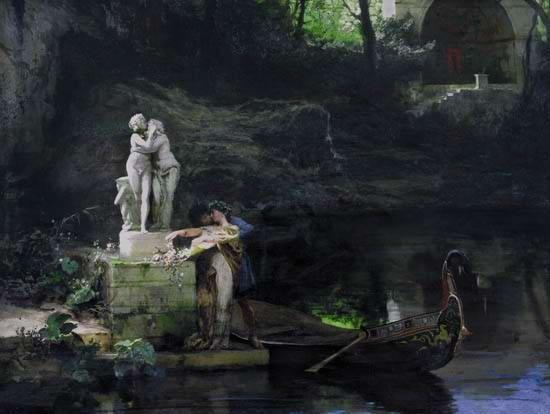
Генріх Семирадський, «За прикладом богів», 1879